# Шанель (собака)
Шане́ль (англ. Chanel; 6 мая 1988, Ньюпорт-Ньюс — 28 августа 2009, Порт-Джефферсон-Стейшен) — собака породы такса, прожившая 21 год и 114 дней. Была занесена в Книгу рекордов Гиннесса как «самая старая ныне живущая собака в мире».

## Биография
Шанель родилась 6 мая 1988 года в Ньюпорт-Ньюсе, Виргиния. Дениз Шогнесси взяла собаку, названную в честь знаменитой француженки, когда ей было шесть недель. Вместе с хозяйкой Шанель прожила девять лет в Германии, где та проходила военную службу в составе американского военного контингента.
Несмотря на долгую жизнь, Шанель страдала от катаракты (из-за чего носила тонированные очки) и предпочитала тёплые свитера и носки, потому что постоянно мёрзла. Шанель любила шоколад и арахисовое масло, которые, по словам ветеринаров, вредны для животных. А в дополнение к собачьему корму она всегда получала варёную курицу, которую также очень любила.
Шанель умерла от естественных причин 28 августа 2009 года в своём доме в Порт-Джефферсон-Стейшен, Нью-Йорк в возрасте 21 года. Шанель была кремирована после своей смерти. В Sky News ошибочно сообщили, что Шанель умерла в январе 2010 года, Шанель перепутали с Отто, псом, признанным в Книге рекордов Гиннесса самой старой собакой в мире после смерти Шанель. Ошибка была повторена другими новостными сайтами, в том числе theshortnews.com.

## Выдвижение
Шанель была выдвинута на звание самой старой собаки в мире в Книгу рекордов Гиннесса семьёй Шогнесси (в частности Карлом Шогнесси), после того, как было выяснено, что на самую старую собаку в мире не было записи. Предыдущий обладатель звания, Бутч, умер в 2003 году. Шогнесси направил письмо, подтверждающее возраст Шанель, в организацию Гиннесса, отметив, что семьи, проживающие на американских военных базах, должны хранить документы на своих домашних животных.
Официальные лица Книги рекордов Гиннесса вручили Шанель сертификат самой старой собаке в мире и огромный собачий праздничный торт в одном из отелей Манхэттена в мае 2009 года. День рождения Шанель был организован частной компанией по производству собачьего корма (Dogswell).
Шанель стала настоящей звездой в США после получения сертификата. Шанель участвовала в многочисленных шоу, затем вместе с владельцем посетила несколько мероприятий по сбору средств, но собака посещала их в коляске, так как больше не могла передвигаться на большие расстояния самостоятельно.